# Puškvorec obecný
Puškvorec obecný (Acorus calamus) je léčivá rostlina z čeledi puškvorcovité (Acoraceae). Některé starší taxonomické systémy řadí puškvorec do čeledi árónovité (Araceae). Puškvorec je také tradičním kořením.

## Popis
- Puškvorec obecný je vytrvalá bylina dorůstající výšky nejčastěji 50–150 cm. Na bázi vyrůstá z plazivého oddenku o tloušťce až 3 cm. Celá rostlina je charakteristická nápadnou vůní, zvláště při rozlomení oddenku.
- Lodyha je tříhranná.
- Listy jsou střídavé, dvouřadě uspořádané, přisedlé, na bázi s listovými pochvami. Čepele mají mečovitý tvar, jsou dlouhé nejčastěji 50–125 cm a široké 0, 7–2 cm, na okraji někdy trochu zvlněné.
- Květy jsou uspořádané do květenství, kterým je mnohokvětá válcovitá palice, která se směrem k vrcholu zužuje. Zpočátku je zelená, později hnědne, dorůstá délky 5–9 cm. Je sice vrcholová, ale vypadá jako boční, neboť podpůrný listen (toulec) palice působí dojmem pokračování lodyhy. Je 20–90 dlouhý a na první pohled spíše připomíná list.
- Květy jsou drobné, uspořádané v palici do šroubovice. Okvětí je zelenavé, složené ze šesti okvětních lístků ve dvou přeslenech (3+3). Tyčinek je šest ve dvou přeslenech (3+3). Gyneceum je složeno ze tří plodolistů, je synkarpní, semeník je svrchní.
- V Česku kvete nejčastěji v červnu až v červenci.
- Puškvorec obecný je sterilní triploid, nevytváří plody . Blízce příbuzné druhy, které však v Česku nerostou, např. Acorus americanus, vytvářejí červené bobule.

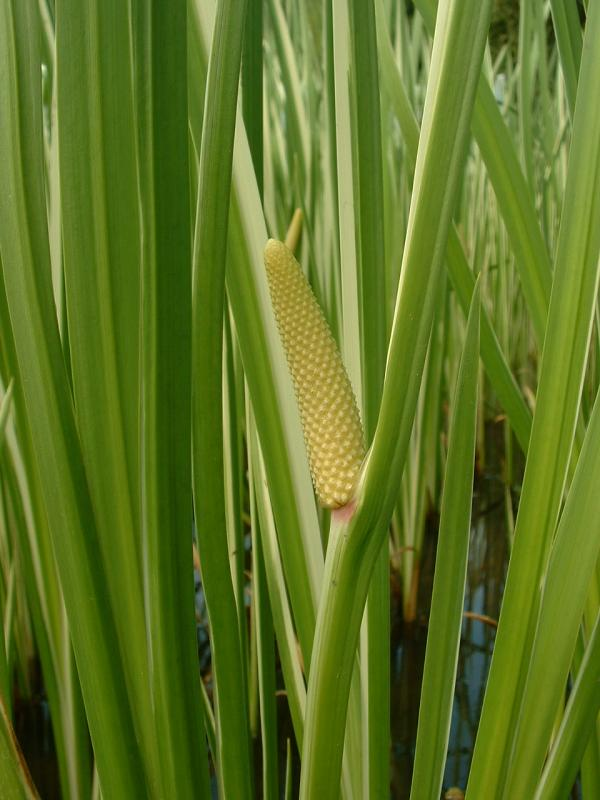
detail květenství

## Stanoviště
Mokřadní rostlina, nejčastěji roste na březích stojatých a pomalu tekoucích vod. Může vytvářet monodominantní porosty řazené do asociace Acoretum calami.
Na území Česka se objevil v 16. století. V současnosti roste v roztroušeně až hojně po celém území Česka, hlavně však v teplejších oblastech, ve vyšších horských polohách chybí. V posledních desetiletích vlivem nepříznivých hospodářských zásahů spíše ustoupil.

## Areál rozšíření
Pochází z Asie, původní areál zahrnoval jižní Čínu, již ve starověku byl však zavlečen do Indie, odkud se šířil dál. V současné době roste po celé Evropě, v Asii a v Severní Americe a v dalších oblastech. V Asii a v Severní Americe rostou další blízce příbuzné druhy, které plody vytvářejí. Mapka rozšíření je zde: 

## Použití

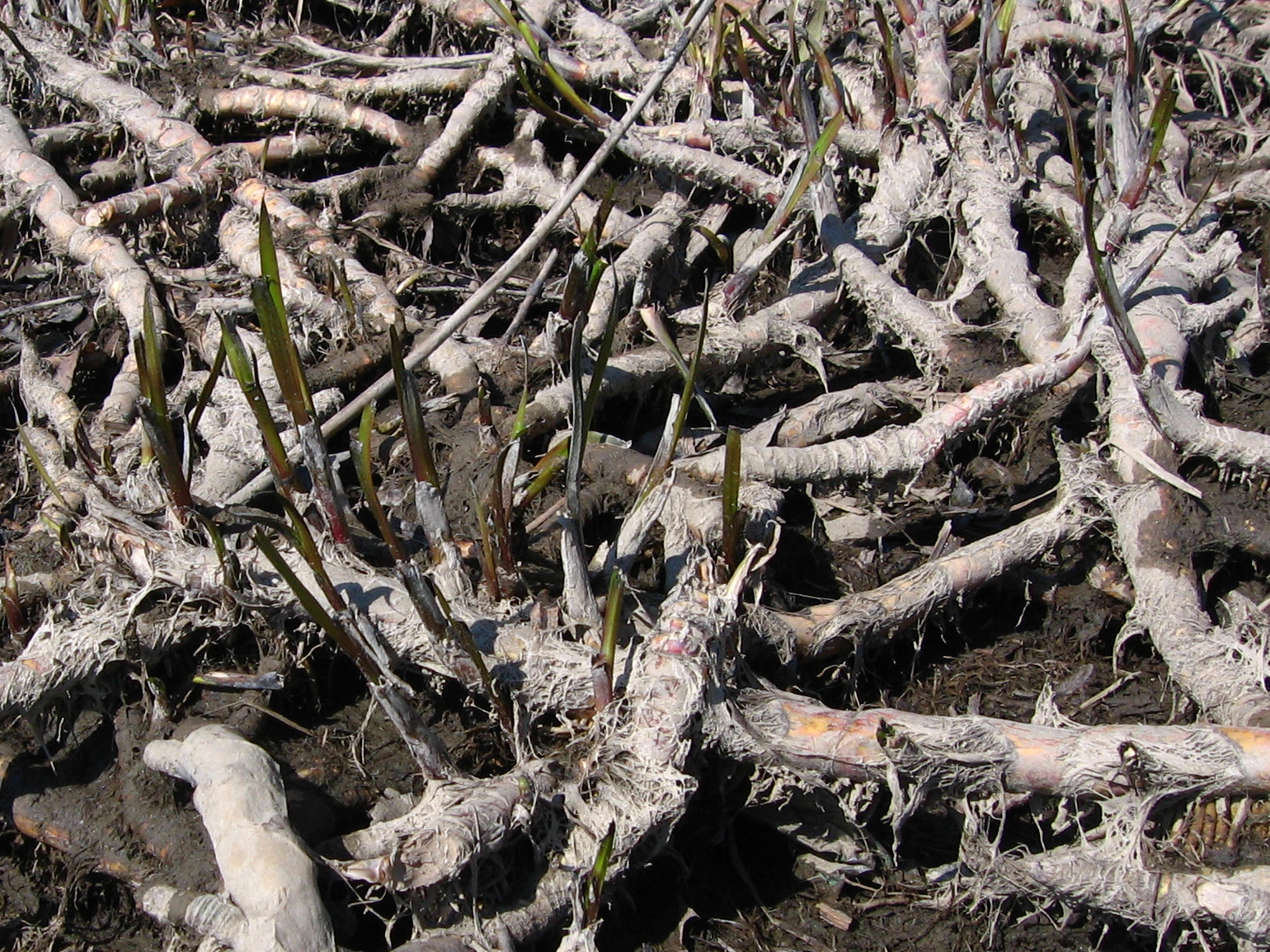
Zjara rašící oddenky puškvorce na mělkém dně vypuštěného rybníka.

V léčitelství se používá oddenek (Rhizoma calami aromatici).
Droga se aplikuje hlavně při žaludečních potížích, protože podporuje látkovou výměnu, působí příznivě na tvorbu trávicích šťáv, má zklidňující účinek na křečovité bolesti a zároveň působí i desinfekčně a močopudně. Dříve se z kořene vyráběl žaludeční likér.
Puškvorec má uklidňující účinek a působí antidepresivně, utlumuje astmatické záchvaty a celkově má pozitivní účinek na stav zesláblých lidí (ve stáří, po nemoci, po operaci, ozařování, chemoterapii atd.), v některých případech působí i výrazně protialergicky.
Používá se i zevně ve formě koupelí proti revmatismu, na ekzémy, na omývání špatně se hojících ran nebo jako celkově posilující prostředek.
V gastronomii byly od středověku oddenky využívány k okořenění sladkých pokrmů a kompotů v indické a islámské kuchyni. V Evropě i Americe býval kandován. Používá se k ochucení pivního stylu gruit, kde dodává místo chmele hořkost. Z velmi mladých výhonků lze připravit salát k povzbuzení chuti.

## Obsahové látky
Droga obsahuje asi 2–7 % silic, které jsou tvořené řadou mono a seskviterpenů. Dále mezi obsahovými látkami najdeme hořčiny, třísloviny, slizy, cukry, cholin a fenylpropan beta-asaron, který je podezřelý z kancerogenity, proto by neměla být užívána droga, která v silici obsahuje více než 5 % této látky (puškvorce rostoucí v Česku ji však obvykle obsahují výrazně méně).